# Norberto Téllez
Pour les articles homonymes, voir Téllez.
Norberto Téllez Santana, né le 22 janvier 1972 à Rodas, est un athlète cubain spécialiste du 800 mètres.

## Carrière
Norberto Téllez se révèle durant la saison 1990 en remportant la médaille de bronze du 800 m des Championnats du monde junior de Plovdiv avec le temps d' 1 min 47 s 33. Sélectionné pour les Jeux olympiques de Barcelone en 1992, il se classe deuxième de la finale du relais 4 × 400 m aux côtés de Lazaro Martínez, Héctor Herrera et Roberto Hernández. Quatre ans plus tard, il termine quatrième des Jeux d'Atlanta en 1 min 42 s 85, améliorant le record national cubain détenu par Alberto Juantorena. En 1997, il obtient l'un des meilleurs résultats de sa carrière en individuel en remportant la médaille d'argent du 800 m des mondiaux d'Athènes en 1 min 44 s 00, devancé par le Danois Wilson Kipketer. Norberto Téllez est également double vainqueur des Universiades d'été (1997 et 1999).

## Palmarès
| Date | Compétition                  | Lieu              | Résultat | Discipline |
| ---- | ---------------------------- | ----------------- | -------- | ---------- |
| 1990 | Championnats du monde junior | Plovdiv           | 3e       | 800 m      |
| 1992 | Jeux olympiques              | Barcelone         | 2e       | 4 × 400 m  |
| 1995 | Jeux panaméricains           | Mar del Plata     | 1er      | 400 m      |
| 1995 | Jeux panaméricains           | Mar del Plata     | 1er      | 4 × 400 m  |
| 1996 | Jeux olympiques              | Atlanta           | 4e       | 800 m      |
| 1997 | Championnats du monde        | Athènes           | 2e       | 800 m      |
| 1997 | Universiade                  | Sicile            | 1er      | 800 m      |
| 1998 | Coupe du monde des nations   | Johannesburg      | 3e       | 800 m      |
| 1999 | Universiade                  | Palma de Majorque | 1er      | 800 m      |
| 1999 | Championnats du monde        | Séville           | 4e       | 800 m      |

## Records personnels
- 200 m : 21 s 10 (1994)
- 400 m : 45 s 27 (1994)
- 800 m : 1 min 42 s 85 (1996)